# Вежбе (Люблінське воєводство)
Вежбе (пол. Wierzbie) — село в Польщі, у гміні Лабуне Замойського повіту Люблінського воєводства.
Населення — 364 особи (2011).
У 1975-1998 роках село належало до Замойського воєводства.

## Демографія
Демографічна структура станом на 31 березня 2011 року:
|          | Загалом | Допрацездатний вік | Працездатний вік | Постпрацездатний вік |
| -------- | ------- | ------------------ | ---------------- | -------------------- |
| Чоловіки | 176     | 31                 | 131              | 14                   |
| Жінки    | 188     | 41                 | 108              | 39                   |
| Разом    | 364     | 72                 | 239              | 53                   |